# 드래프트 데이
《드래프트 데이》(영어: Draft Day)는 2014년 개봉된 미국의 스포츠 드라마 영화이다. 아이번 라이트먼가 감독하고 라지브 조지프와 스콧 로스먼이 각본을 썼다. 전미 최대의 스포츠, 미식축구 리그에서 신인선수를 선발하는 ‘드래프트’를 소재로 팀의 운명을 결정할 최고의 선수를 차지 하기 위한 치열한 두뇌싸움과 흥미진진한 심리작전을 그린 작품으로 케빈 코스트너, 제니퍼 가너, 데니스 리어리, 프랭크 란젤라, 톰 웰링, 샘 엘리엇, 엘런 버스틴, 채드윅 보즈먼이 출연한다. 이 영화는 2014년 4월 7일 로스앤젤레스 시사회에서 첫 공개되었고, 2014년 4월 11일 미국 전역에 개봉되었다.

## 출연

### 주연
- 케빈 코스트너
- 제니퍼 가너
- 톰 웰링

### 조연
- 테리 크루즈
- 샘 엘리어트
- 엘렌 버스틴
- 데이비드 램지
- 로잔나 아퀘트
- 데니스 리어리
- 프랭크 란젤라
- 크리스토퍼 코신스
- 치 맥브라이드
- 패트릭 세인트 에스프릿
- 채드윅 보스만
- 에린 다크
- 크리스 버맨
- 데이온 샌더스
- 티모시 시몬스
- 데이비드 램지
- 웨이드 윌리암스
- 그리핀 뉴먼
- 숀 콤브
- 조쉬 펜스
- 브래드 윌리암 헨크
- 월리스 랭햄
- W. 얼 브라운
- 케빈 던
- 패트릭 브린
- 존 헤퍼난
- 스티븐 힐
- 팻 힐리
- 짐 브라운

## 기타
- 협력프로듀서: 제이슨 브럼멘펠드
- 조감독: 제이슨 브럼멘펠드
- 사운드슈퍼바이저: 마이클 J. 베나벤트
- 미술: 스티븐 알트먼
- 세트: 마리아 네이
- 특수효과: 리처드 파이크
- 시각효과: 피터 크로스먼
- 분장: 데보라 라 미아
- 헤어: 피터 토스팔
- 의상: 프랭크 L. 레밍
- 배역: 존 팝시데라
- 프로덕션매니저: 로빈 멀카이 피시쉘라
- 프로덕션매니저: 네리 카일 태넨바움